# 圧巻
| ウィキペディアには「圧巻」という見出しの百科事典記事はありません（タイトルに「圧巻」を含むページの一覧/「圧巻」で始まるページの一覧）。 代わりにウィクショナリーのページ「圧巻」が役に立つかもしれません。 |